# Dieudonné Yougbaré
Dieudonné Yougbaré, né le 16 février 1917 à Koupéla (Koupéla, Burkina Faso) et mort le 4 novembre 2011 à Bagré (Burkina Faso), est un prélat catholique burkinabé. Nommé évêque de Koupéla par le pape Pie XII en 1956, il est alors le premier évêque originaire d’Afrique de l'Ouest et exerce cette fonction jusqu’en 1995. 

## Biographie

### Prêtrise
En 1923, à l’âge de cinq ans, Dieudonné Yougbaré entre à l’École cléricale de Koupéla, puis, en 1928, il poursuit ses études au Petit séminaire de Pabré et, enfin, il rejoint le Grand séminaire Saint-Pierre-Claver de Koumi jusqu’en 1945. 
Ordonné le 8 avril 1945 à Ouagadougou, il devient ainsi le quatrième prêtre catholique d’Afrique de l'Ouest. Il est d’abord nommé comme vicaire de Pabré, puis comme professeur au petit séminaire de cette même ville. En 1948, il exerce la fonction de vicaire à Ouagadougou, puis, l’année suivante, il est nommé curé de Pabré et, enfin, en 1954, il reçoit la charge de curé de Garango.

### Épiscopat
Le Vatican considérant que le transfert des responsabilités à des prêtres autochtones doit être accéléré dans un contexte où la décolonisation paraît inévitable à court terme, Marcel Lefebvre, alors délégué apostolique pour l'Afrique francophone propose alors le père Yougbaré en tant qu'évêque de Koupéla au pape Pie XII, qui le nomme finalement à ce poste le 29 février 1956. Celui-ci devient ainsi le premier évêque originaire d’Afrique occidentale.
Il est consacré le 8 juillet suivant par le cardinal Pierre-Marie Gerlier, archevêque de Lyon, assisté de Émile Socquet (de), archevêque de Ouagadougou, et d'André Dupont, évêque de Bobo-Dioulasso. Le cardinal Gerlier, qui propose immédiatement de jumeler le tout nouveau diocèse africain avec le sien — c'est la première fois que deux diocèses sont jumelés — affirme alors : « il valait la peine d'être venu de Lyon. Et je dis, devant vous tous qui m'écoutez, que ce sera peut-être la plus grande fierté de mon épiscopat d'avoir été le consécrateur de Mgr Yougbaré ».
Dieudonné Yougbaré, quant à lui, place sous le patronage de Notre-Dame de Fourvière la première paroisse qu'il fonde à Pouytenga en 1957. Il choisit comme devise sacerdotale: « Yahvé est mon rocher », issu du psaume 18. 
De 1962 à 1965, il participe aux quatre sessions du Concile Vatican II.
Au cours de son épiscopat, il crée notamment le petit séminaire de Baskouré ainsi qu’une école de catéchistes pour les Mossi à Guelgue et une autre à Garango pour les Bissa. Il fait également construire des églises, organise des paroisses, encourage le développement de communautés chrétiennes de base, l’engagement des laïcs et promeut l'idée d'une « Église-Famille » avec le cardinal Paul Zoungrana dès 1975. Il est également reconnu pour son travail en faveur du dialogue entre les cultures et les religions.

### Fin de vie et postérité
Le 1er juin 1995, à l’âge de 78 ans, il prend sa retraite. Le jour même, le pape Jean-Paul II nomme Séraphin-François Rouamba (de) pour lui succéder. Quelques années plus tard, Dieudonné Yougbaré, devenu âgé et aveugle, se retire à Bagré, au sein d’un établissement qu'il a fait construire pour les prêtres retraités du diocèse, où il mène une vie de silence et de prière. Il meurt finalement le 4 novembre 2011, à l'âge de 94 ans, ce qui faisait de lui le doyen des prêtres burkinabés. Ses obsèques sont célébrées les 8 et 9 novembre suivant. En effet, une messe est d’abord dite en la cathédrale de l’Immaculée-Conception de Ouagadougou, puis une Grand-Messe est célébrée le lendemain au sein de la cathédrale Notre-Dame des Grâces de Koupèla. Il est ensuite inhumé au sein du sanctuaire marial de Binatenga. 
La Vox populi lance un appel silencieux à sa béatification immédiate. 
Wenceslas Compaoré, évêque émérite de Manga, rend lui aussi hommage à celui qu'il qualifie d'« homme peu bavard, silencieux même, spirituel et malicieux, discret, sérieux, ascète, humble, homme de travail, mais aussi de prière, détaché des biens et des honneurs, simple parmi tout le monde… un saint ? », ce que nombre de personnes et de médias qualifient de demande de canonisation. Après les funérailles, le cardinal Philippe Barbarin, primat des Gaules, rappelle quant à lui les mérites du prélat africain et compare cette messe à la cérémonie des obsèques du pape Jean-Paul II.
Cependant, d'après LeFaso.net, un procès en béatification est très couteux et donc difficilement accessible aux diocèses pauvres comme celui-ci.